# Прегињо
Жоао Коељо Нет, познатији као Прегињо (шп. João Coelho Neto; Рио де Жанеиро, 8. фебруар 1905 — Рио де Жанеиро, 1. октобар 1979) био је бразилски фудбалер на позицији нападача.

## Биографија
Син бразилског писца Нета, Прегињо, рођен је 5. фебруара 1905. године. Играо је од 1925. до 1938. за Флуминенсе и постигао 184 гола. С обзиром на интересовање за различите спортове играјући одбојку, кошарку, ватерполо, пливање, хокеј, атлетику и украсне скокове, добио је 1952. године титулу „Гранде Бенемерито Атлета”.
За Бразил је учествовао на Светском првенству у фудбалу 1930. године и био је први капитен репрезентације Бразила, постигавши први гол икада за Бразил на светским првенствима у фудбалу у утакмици против Југославије, као и два додатна гола у дуелу са Боливијом.
Умро је у 74. години живота, 29. септембра 1979. У његову част, Флуминенсе је посветио статуу. Документарни филм поводом његовог живота продуцирао је Карлос Нејмејер за Канал 100, а режирали Карлос Леонам и Освалдо Калдеира.

## Репрезентативни голови
| #  | Датум             | Место одржавања                                | Противник        | Резултат | Резултат | Повод утакмице        |
| -- | ----------------- | ---------------------------------------------- | ---------------- | -------- | -------- | --------------------- |
| 1. | 14. јула 1930.    | Стадион Гран парк централ, Монтевидео, Уругвај | Југославија      | 1 : 2    | 1 : 2    | 1930 ФИФА Светски куп |
| 2  | 20. јула 1930.    | Стадион Сентенарио, Монтевидео, Уругвај        | Боливија         | 2 : 0    | 4 : 0    | 1930 ФИФА Светски куп |
| 3. | 20. јула 1930.    | Стадион Сентенарио, Монтевидео, Уругвај        | Боливија         | 4 : 0    | 4 : 0    | 1930 ФИФА Светски куп |
| 4. | 17. августа 1930. | Стадион Ларањеирас, Рио де Жанеиро, Бразил     | Сједињене Државе | 3 : 2    | 4 : 3    | Пријатељски           |